# Chapel Brampton
Pour les articles homonymes, voir Brampton.
Chapel Brampton est un village du Northamptonshire, en Angleterre.